# Поргі та Бесс (фільм)
«Поргі і Бесс» (англ. Porgy and Bess) — музичний фільм США 1959 року, знятий режисером Отто Премінґером. В основу картини лягла однойменна опера Джорджа Гершвіна, Дубоза Хейуорда та Айри Гершвіна. Останній фільм виробництва Семюеля Голдвіна.
Стрічка отримала премії «Оскар» («Найкраща музика до фільму» (Андре Превін та Кен Дарбі)) та «Золотий глобус» («Найкращий музичний фільм»), а також відзначилась високими оцінками від кінокритиків, попри відсутність успіху у глядачів. У 2011 році «Поргі і Бесс» внесений до Національного реєстру фільмів, що зберігаються в Бібліотеці Конгресу.

## Сюжет
Дія фільму розгортається у вигаданому чорному рибальському містечку Кетфіш-Роу початку 1900-х років. Жебрак каліка Поргі закоханий у жінку портового вантажника Кроуна Бесс. Під дією кокаїну, який у містечку розповсюджує приїжджий наркоторговець Спортінг Лайф, Кроун вбиває Роббінса, програвши тому в кістці. Бесс умовляє Кроуна бігти, а сама відмовляється від пропозиції Спортінг Лайфа вирушити з ним до Нью-Йорка. Вона шукає притулку у сусідів, проте її відкидають. Лише Поргі, який ніколи не насмілювався зізнатися Бесс у коханні, дозволяє жінці залишитися у себе.
Поргі та Бесс щасливо живуть разом і перед церковним пікніком на острові — куди каліка не може вирушити — Спортінг Лайф робить другу спробу взяти з собою Бесс у подорож. Поргі дає йому відсіч, але після закінчення пікніка Кроун, що ховався весь цей час у лісі, силою забирає Бесс із собою.
Через два дні Бесс повертається додому в напівсвідомому стані. Поргі дізнається, що вона була з Кроуном, але прощає Бесс, визнаючи її слабкість перед ним. Чоловік обіцяє захистити її й коли Кроун з'являється в Кетфіш-Роу, Поргі вбиває його. Поліція забирає інваліда на впізнання тіла, а Спортінг Лайф, як і раніше постачав Бесс наркотиками, умовляє її, що той видасть себе і буде визнаний вбивцею. З горя жінка піддається вмовлянням. Поргі повертається з поліції невинним і, дізнавшись, що Бесс поїхала до Нью-Йорка, вирушає за нею на своєму інвалідному візку, запряженому козою, як і з'явився на початку фільму.